# 阿爾普哈塔山脈

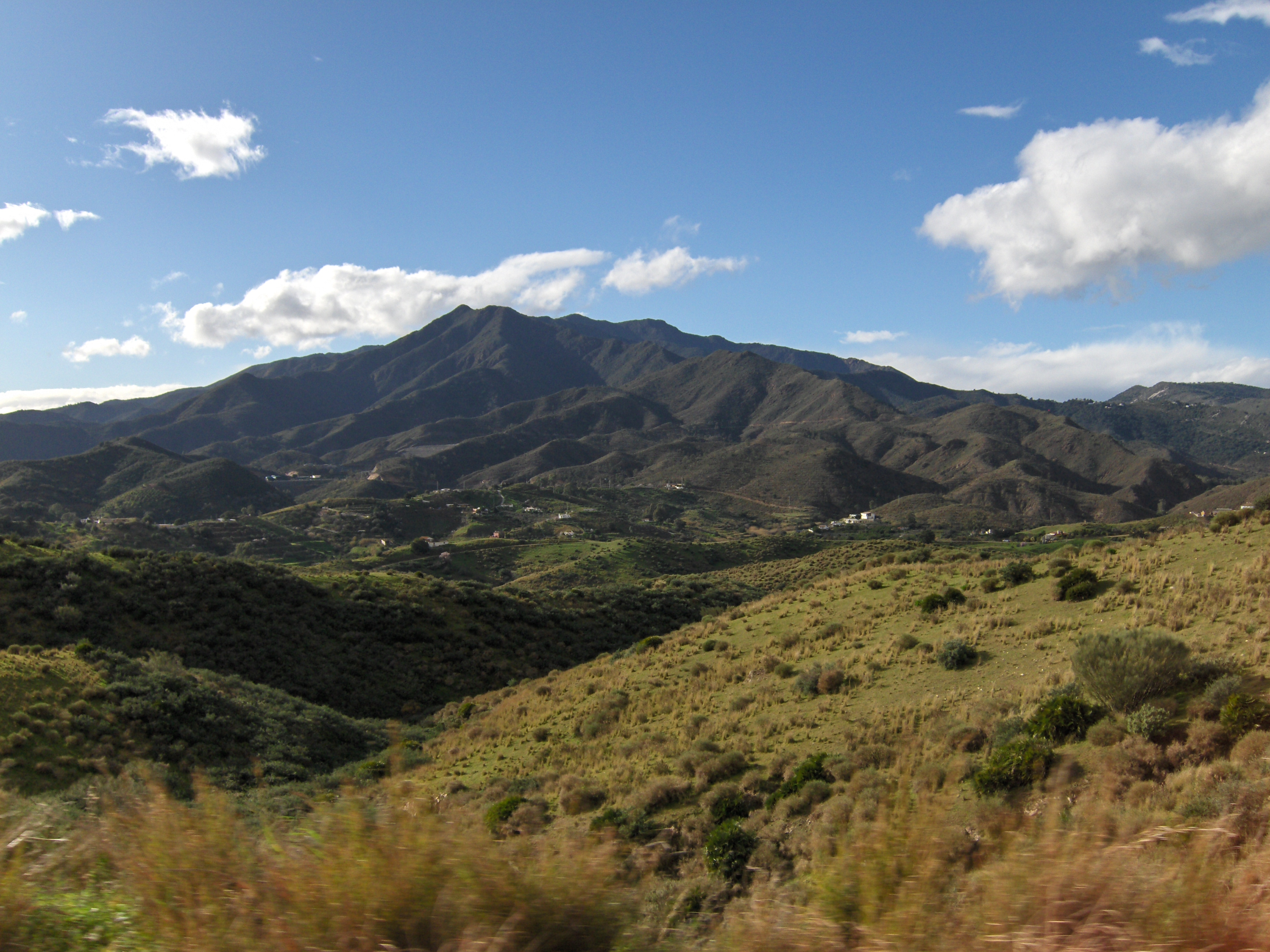

36°36′0″N 4°47′30″W / 36.60000°N 4.79167°W
阿爾普哈塔山脈（西班牙語：Sierra Alpujata），是西班牙的山脈，位於該國南部馬拉加省，處於布蘭卡山脈和馬哈斯山脈之間，屬於佩尼貝蒂科山脈的一部分，最高點海拔高度1,074米。